# Từ trường sao
Một từ trường sao là một từ trường được tạo ra bởi sự chuyển động của plasma trong một ngôi sao. Sự vận động này tạo được tạo ra do sự đối lưu, điều này là một hình thức vận chuyển năng lượng liên quan đến sử vận chuyển vật lí của vật chất. Một từ trường địa phương tạo nên một lực trên khối plasma, gây nên sự tăng áp lực một cách hiệu quả mà không có sự tăng mật độ plasma tương ứng. Do đó, vùng được từ hóa sẽ nổi lên so với vùng plasma còn lại, cho đến khi nó đạt đến quyển sáng (lớp bên ngoài phát ánh sáng) của một ngôi sao. Điều này tạo nên vết đen trên bề mặt và hiện tượng vòng hoa liên quan.